# Pallacanestro Virtus Roma 1989-1990
Formazione della Pallacanestro Virtus Roma 1989-1990.
1989/90
| 7  | Italia (bandiera)      | Fausto Bargna      |
| 8  | Italia (bandiera)      | Loris Barbiero     |
| 12 | Italia (bandiera)      | Roberto Castellano |
| 15 | Stati Uniti (bandiera) | Danny Ferry        |
| 10 | Italia (bandiera)      | Enrico Gilardi     |
| 6  | Italia (bandiera)      | Tiziano Lorenzon   |
| 11 | Italia (bandiera)      | Gennaro Palmieri   |
| 9  | Italia (bandiera)      | Roberto Premier    |
| 14 | Italia (bandiera)      | Marco Ricci        |
| 20 | Stati Uniti (bandiera) | Brian Shaw         |
| 5  | Italia (bandiera)      | Emiliano Busca     |
|    | Italia (bandiera)      | Enrico Meleo       |

- Allenatore: Valerio Bianchini
- Presidente: Carlo Sama